# Viervoeters (biologie)
De viervoeters of Tetrapoda zijn een infrastam van gewervelde dieren. De viervoeters worden traditioneel onderverdeeld in vier groepen: amfibieën, reptielen, vogels en zoogdieren. Viervoeters moeten niet verward worden met viervoetigheid, een wijze van voortbeweging. Bij veel soorten zijn de poten in de loop van de evolutie verloren gegaan of sterk gemodificeerd.
Een groep binnen de amniotische viervoeters, de Sauropsida, radieerde in de reptielen, waaronder lepidosauriërs, dinosauriërs (waaronder vogels), krokodilachtigen, schildpadden en uitgestorven verwanten; een andere groep amnioten splitste zich uit in de zoogdieren en hun uitgestorven verwanten. Binnen de amnioten ontstonden groepen dieren met vleugels, zoals vogels binnen de dinosauriërs en vleermuizen binnen de zoogdieren.
Sommige viervoeters, zoals de slangen, verloren tijdens de evolutie hun ledematen; bepaalde soorten hebben nog rudimentaire botten als een overblijfsel van de ledematen van hun verre voorouders. Andere werden weer amfibieën of ontwikkelden een levenswijze in het water, de eerste tijdens het Carboon, andere zo recent als het Cenozoïcum.

## Evolutie
Tetrapoden zijn ontstaan uit de Tetrapodomorpha. De Tetrapodomorpha zijn op hun beurt ongeveer 390 miljoen jaar geleden, in het midden van het Devoon, geëvolueerd uit Sarcopterygii (kwastvinnigen). Het lichaam van Tetrapodomorpha was waarschijnlijk een overgangsvorm tussen vissen met vinnen en de vierarmige tetrapoden. De eerste tetrapoden (vanuit een traditioneel, op apomorfie gebaseerd perspectief) verschenen 367,5 miljoen jaar geleden in het Laat-Devoon. Wat de specifieke voorouders waren van de tetrapoden en het proces waardoor ze het land van de aarde koloniseerden nadat ze uit het water kwamen, is nog niet geheel opgehelderd. Mogelijk verlieten ze de oceanen omdat deze een gebrek aan voedingsstoffen vertoonden: omdat de landmassa's stabiliseerden, was er minder erosie en verwering. Dit voedingsstoffengebrek leidde mogelijk tot massa-extincties, en dat zou de reden kunnen zijn dat de kwastvinnigen de oceanen verlieten.

## Cladistiek
Een strikt cladistische classificatie op basis van fylogenie ziet er als volgt uit:
- Amphibia; amfibieën (kikkers, salamanders en wormsalamanders)
- Amniota (dieren met een vlies, het amnion, om hun ei)
  - Synapsida (de enige nog bestaande groep zijn de zoogdieren)
  - Anapsida (de enige nog bestaande groep zijn de schildpadden)
  -  Diapsida (onder andere dinosauriërs, vogels en hagedissen)
    - Archosauromorpha (onder andere dinosauriërs, vogels en krokodillen)
      -  Archosauria
        - Crurotarsi
          -  Crocodilia (krokodilachtigen)

        -  Ornithodira (pterosauriërs en dinosauriërs, waaronder de vogels)

    -  Lepidosauromorpha (schubreptielen en brughagedissen)